# Hänsel und Gretel

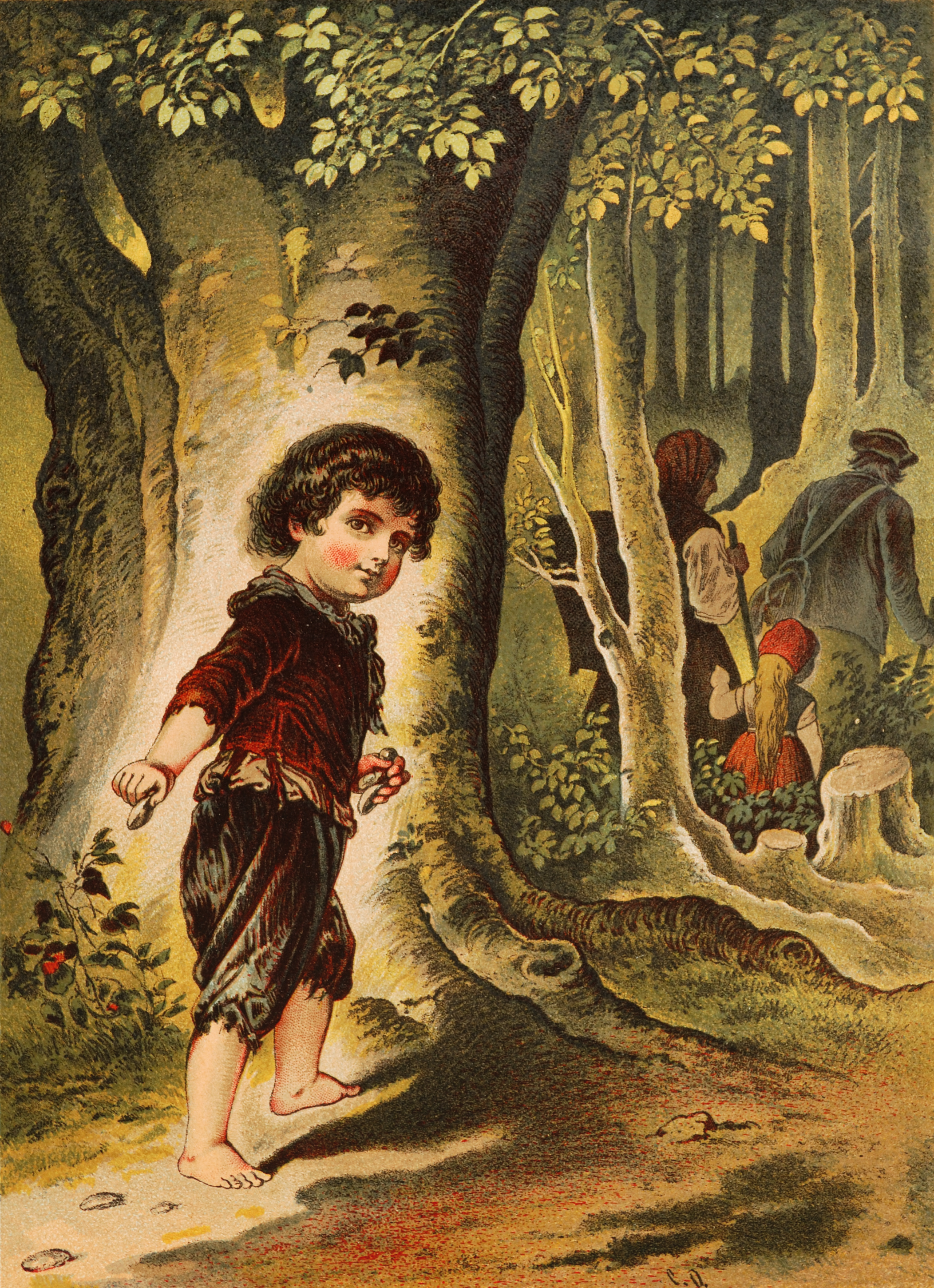
Ilustração de 1927 para o conto João e Maria

Hänsel und Gretel (João e Maria no Brasil e Hansel e Gretel em Portugal) é um conto de fadas de tradição oral e que foi coletado pelos irmãos Grimm.

## Enredo
João e Maria é um conto que relata as aventuras de dois irmãos (João e Maria), filhos de um pobre lenhador e que moravam na floresta com seu pai e sua esposa. Um dia, enquanto seu pai trabalhava, a madrasta de João e Maria estava fazendo uma torta. Ela saiu para colher amoras na floresta e pediu pra João e Maria cuidassem da casa enquanto ela estivesse ausente. Quando ela voltou da floresta encontra a casa toda bagunçada e a torta que estava preparando, no chão. Ela ficou muito brava com João e Maria e resolveu mandar eles mesmos irem colher amoras na floresta. 
Floresta adentro, as crianças iam jogando migalhas de pão no chão para que pudessem encontrar o caminho de casa pela trilha feita. Porém, quando resolvem voltar para casa percebem que as migalhas haviam sido comidas pelos pássaros da floresta e que estavam perdidos. Enquanto procuravam o caminho de volta pra casa, João acaba achando uma casa feita de doces no meio da floresta. Com muita fome depois de tanto tempo procurando o caminho de volta para casa, João chama Maria para que eles comessem as guloseimas da casa. Enquanto as crianças se deliciavam com os doces uma velha (na verdade uma bruxa) aparece de dentro da casa e os convida para entrar. 
Lá dentro, a bruxa lhes dá mais comida, até os dois não aguentarem mais. Porém, toda a aparente gentileza da senhora não passava de um plano para comer as criancinhas. Ela prende João e Maria para que pudesse assá-los, porém, espertas, as crianças descobrem o plano da bruxa e a enganam, lançam um feitiço para hipnotizarem a bruxa atirando-a para dentro do forno que a velha usaria para cozinhá-los. Livres da bruxa, João e Maria são encontrados pelo pai, cuja mulher havia morrido, e voltam para casa levando consigo o dinheiro que estava dentro da foice da bruxa, suficiente para o resto de suas vidas. 

## Análise

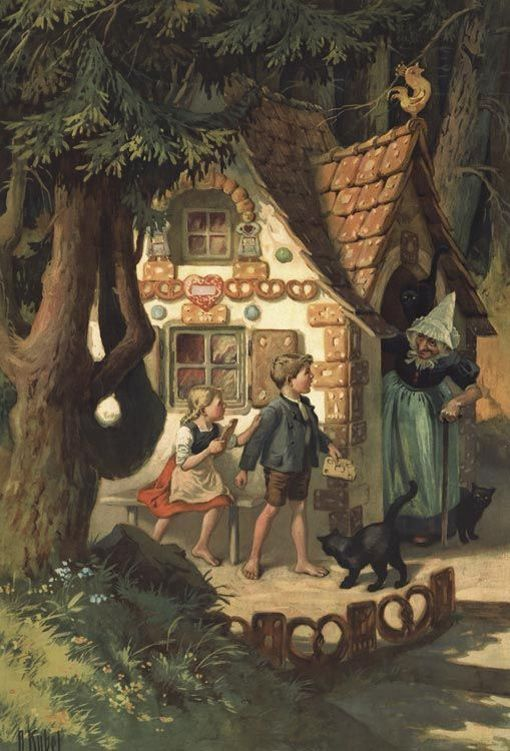
Otto Kubel (1868 – 1951)

A história tal como a conhecemos dos Irmãos Grimm é uma versão esterilizada para a classe média do século XIX, mas a original era uma demonstração da dureza da vida na Idade Média. Devido à fome e à constante escassez de comida, o homicídio infantil era uma prática comum na Idade Média. Nesta história os irmãos são deixados no bosque para que morram ou desapareçam porque não podem ser alimentados.
Nas primeiras cópias da coleção dos Irmãos Grimm não havia madrasta; a mãe persuadiu o pai a abandonar os seus próprios filhos. Esta mudança, como na Branca de Neve, parece ser uma atenuação deliberada da violência contra as crianças, para as mães modernas que não suportariam ouvir sobre mães que ferissem os próprios filhos.
O facto de que a mãe ou madrasta tenha morrido quando as crianças matam a bruxa é porque a mãe ou madrasta e a bruxa são, de facto, a mesma mulher, ou, pelo menos, que a personalidade delas está fortemente ligada. Além de colocarem as crianças em perigo, têm a mesma preocupação pela comida: a mãe ou madrasta para evitar a fome e a bruxa com a casa feita de comida e o seu desejo de comer as crianças. Temos também outra versão que é a de que João e Maria que resolveram dar um passeio e não que a mãe os expulsou de casa, eles se perdem na floresta e aí que encontram a casa de doces.

## Outras mídias
João e Maria apareceram em 1954 em Looney Tunes.
Em 05 de dezembro de 1983, o episódio "João e Maria" foi exibido na série de TV Teatro dos Contos de Fadas, produzida por Shelley Duvall. Nesta versão a bruxa assa as crianças que captura, transformando-as em biscoitos.
Na série de TV Once Upon A Time, João e Maria estão reunindo gravetos enquanto seu pai corta a madeira, mas este desaparece raptado pela Rainha Má. Esta dá como condição às crianças que só poderão rever seu pai quando tiverem cumprido uma tarefa para ela: resgatar uma bolsa na casa de doces da Bruxa Cega. Depois de queimarem a bruxa no forno, João e Maria voltam ao palácio da Rainha, satisfeita com o resgate da bolsa, que continha uma maçã envenenada. Ela oferece todo o conforto de seu palácio às crianças, mas estas recusam e preferem ficar com seu pai, o que a Rainha encara como desfeita e os expulsa para a floresta.
Por ser uma história muito curta, foi pouco aproveitado como longa-metragem infantil. Em 1932, a Disney produziu uma adaptação do conto em um episódio da série de curtas-metragens Silly Symphonies chamada Babes in the Woods (Crianças na Floresta), que mostrava João e Maria visitando a casa da bruxa dos doces. Nesta versão, porém, a bruxa transforma crianças em animais, e no final João e Maria libertam várias outras crianças da casa e usam as poções dela para petrificá-la. Em 2002, houve um filme homônimo à história que retratava João e Maria como personagens de uma história narrada. Outro curta-metragem inédito da Disney pôde ser visto no especial de Halloween do programa House of Mouse, em que Mickey e Minnie são João e Maria.
Em 1987, foi lançado um filme baseado no livro
Em Supernatural, no décimo segundo episódio da décima temporada, João aparece.
Em 2007, a história de João e Maria é contada na série de livros Dragões de Éter, de Raphael Draccon. 
No episódio "A Fuga da Aldeia dos Contos de Fadas", a bruxa dos doces (Uniqua) é amigável e adora visitas.
Em 2013 foi produzido Hansel and Gretel: Witch Hunters, um filme de ação e terror baseado no conto. Nesta versão mais adulta, João e Maria cresceram e se tornaram caçadores profissionais de bruxas. Ao longo do filme, os irmãos descobrem que a mãe deles na verdade era uma bruxa boa que os abandonou na floresta para protegê-los de uma bruxa malvada.
Em 2014, no seriado Escola de Princesinhas, a bruxa dos doces aparece no episódio Casa de Doces e não come crianças.
No livro Histórias de Tia Nastácia de Monteiro Lobato, Tia Nastácia conta a história de João e Maria na versão conhecida pelos brasileiros. Na história, após a bruxa ser queimada, suas cinzas viram três cachorros bravos, que depois são adestrados por João e Maria, que também passam a morar na casa da bruxa. Além disso, Maria ainda envolve-se com um mau caráter que é estraçalhado pelos cães, e João, desta vez sem a companhia da irmã, parte com os cães para um reino distante e lá enfrenta um monstro de sete cabeças e casa-se com uma princesa. No livro é explicado que a história derivou-se do conto dos irmãos Grimm, com a adição de contos distintos do folclore.
Em Ever After High, Helga Crumbs é filha do João, Gus Crumbs é filho da Maria e Ginger Breadhouse é filha da bruxa dos doces.
No seriado brasileiro As Aventuras de Miau, Bu e Lalá foram buscar a bola de futebol perdida na floresta, mas de repente, se perderam. No caminho, eles acharam uma casa feita de doces: as paredes eram feitas de pão de ló, decorada por pirulitos, sorvete, chocolates, algodão-doce, jujubas, bombons, biscoitos e pão de mel. Então, eles se encontraram com uma simpática velhinha , que na verdade é uma bruxa má que planeja comê-los no almoço.
O filme A Visita (2015), de M. Night Shyamalan faz a referência ao clássico João e Maria, quando o casal de irmãos Becca e Tyler resolvem passar uma semana na casa dos avós gravando o documentário, enquanto sua mãe vai passar uma semana de férias no cruzeiro com o seu namorado. Enquanto eles ficam uma semana na casa dos seus avós e começam suspeitar coisas estranhas nos seus avós, quando sua avó começa andar a noite nua e arranhando a parede, enquanto o seu avô começa agir como o louco com a arma na boca. 
João e Maria aparecem na série para Netflix, Disenchantment ((Des)encanto BRA ou Desencantamento POR) no 5º Episódio da 1ª Temporada - "Vai, Princesa! Mata! Mata!", lançado na plataforma em 17 de agosto de 2018.